# 국가유공자 후손
국가유공자 후손이란 국가유공자 등 예우 및 지원에 관한 법률에 의거하여 대한민국 국가보훈부에서 관리하는 인원으로 순직 공무원, 애국지사, 상이 및 전상 군경 등 국가를 위하여 희생하였거나 공헌한 자들의 후손을 말한다.